# Cristiana de Brandemburgo-Bayreuth
Cristiana Sofia Carlota de Brandemburgo-Kulmbach (em alemão Christiane Sophie Charlotte von Brandenburg-Kulmbach)  (Neustadt an der Aisch, 15 de outubro de 1733 – Straufhain, 8 de outubro de 1757), foi uma princesa do ramo Kulmbach-Bayreuth (linha Weferlingen), um dos mais jovens dos Hohenzollern da Francônia. Também foi duquesa de Saxe-Hildburhausen pelo casamento.

## Biografia
Cristiana era a filha mais velha de Frederico Cristiano de Brandemburgo-Bayreuth e de Vitória Carlota de Anhalt-Bernburg-Schaumburg-Hoym. A princesa foi educada em Copenhague, na corte de sua tia a rainha Sofia Madalena de Brandemburgo-Bayreuth, juntamente com sua prima Luísa.

### Casamento e descendência
O casamento de Cristiana foi negociado pela própria rainha da Dinamarca com seu ex-genro, Ernesto Frederico III, Duque de Saxe-Hildburghausen. O duque havia ficado viúvo poucos meses antes, com a morte da filha única da rainha Sofia e do rei Cristiano VI. As núpcias foram celebradas no Palácio de Christiansborg, em Copenhague, no dia 20 de janeiro de 1757. O casal teve uma única filha:
- Frederica Sofia Maria Carolina ( 4 de Outubro de 1757 - 17 de Outubro de 1757)

Descrita como uma mulher extremamente religiosa, Cristiana foi o oposto de sua antecessora com relação à rígida etiqueta da corte e a todos os tipos de desperdício. Além de organizar festas, a duquesa também tinha predileção pelas caçadas. Os chifres colocados no portal de acesso à antiga residência de caça (Jagdschlosses Seidingstadt) pertenciam a dois cervos mortos por Cristiana numa caçada em 1757.

### Morte
Cristiana morreu de complicações decorrentes do parto de sua única filha, em 8 de outubro de 1757. A princesa Frederica morreu nove dias depois da mãe.

## Nota
- Este artigo foi inicialmente traduzido, total ou parcialmente, do artigo da Wikipédia em alemão cujo título é «Christiane Sophie Charlotte von Brandenburg-Bayreuth», especificamente desta versão.